# Ондржичек, Франтишек
Фра́нтишек О́ндржичек (чеш. František Ondříček) — чешский скрипач, педагог и композитор. Старший брат Карела и Эммануэля Ондржичеков, которые также были скрипачами.

## Биография
Франтишек Ондржичек родился 29 апреля 1857 года в Праге. Игре на скрипке обучался под руководством отца — Яна Ондржичека, продолжил обучение в Пражской консерватории под руководством Антонина Бенневица (1873—1876), а затем — в Парижской консерватории у Ламбера Жозефа Массара (1877—1879). Именно Массар оказал влияние на формирование индивидуальности Ондржичека.
В 1879-1881 годах Ондржичек был солистом парижского оркестра Падлу, вместе с которым он гастролировал в Лондоне и Брюсселе. Начиная с 1882 года Ондржичек гастролировал во многих странах. В 1883 году Однржичек впервые исполнил концерт для скрипки Антонина Дворжака в Праге; раньше концерт никогда не исполнялся. Был также в России, в первый раз — в 1884 году.
В 1912-1919 годах был директором Новой Венской консерватории, которую сам же основал. В 1919-1922 годах Ондржичек преподавал скрипку в Парижской консерватории. Среди его учеников был Карел Навратил. Скончался 12 апреля 1922 года в Милане.

## Творчество
Ондржичек — крупнейший представитель чешского скрипичного искусства, наряду с такими скрипачами, как Ф. Лауб, Й. Славик, Ян Кубелик. Виртуозность игры Ондржичека заключалась в сочетании чистоты интонирования, эмоционального размаха и тщательной художественной отделки.
Совместно с дирижёром С. Маттельманом Ондржичек написал книгу «Новый метод обучения высшей технике скрипичной игры…» (чеш. «Neue Methode zur Erlangung der Meistertechnik des Violinspiels auf anatomisch-physiologischer Grundlage», 1909), основанную на анатомо-физиологических предпосылках.

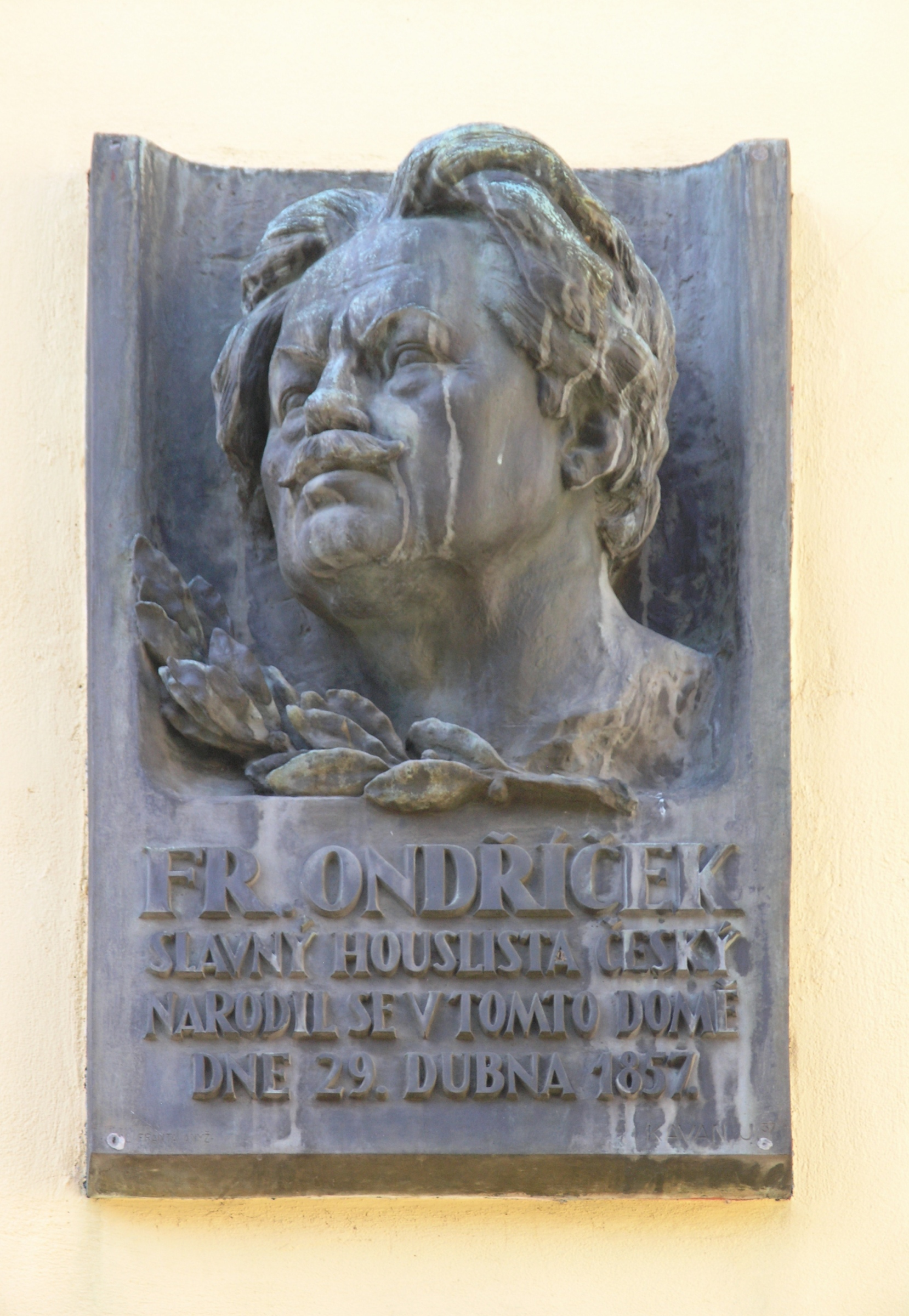
Мемориал Франтишека Ондржичека в Праге.

В качестве композитора написал произведения для скрипки и фортепиано, в том числе «Фантазия на темы оперы „Иван Сусанин“ Глинки» (1889), «Чешская рапсодия» (1906), «Фантазия на темы оперы Сметаны „Проданная невеста“», каденций к скрипичным концертам Вольфганга Амадея Моцарта (No 5, A-dur), Николо Паганини (No 1, D-dur), Иоганнесa Брамса (D-dur).

## Память
В 1956 году в Праге состоялся международный конкурс скрипачей имени Славика и Ондржичека.